# Sentiero di Leonardo da Vinci
Der Sentiero di Leonardo da Vinci oder Sentiero di Leonardo (deutsch Weg von Leonardo da Vinci) ist ein 240 km langer Themenwanderweg zwischen Mailand in Italien und San Bernardino in der Schweiz. Er wurde 2019 anlässlich des 500. Todestages Leonardo da Vincis eröffnet. Sein Verlauf entspricht einem antiken römischen Weg, der von Mailand bis zur Schweizer Grenze führte.
Der Wanderweg verbindet Orte, die mit dem Werk von Leonardo da Vinci zusammenhängen, und führt von Mailand über Gorgonzola, Trezzo sull’Adda und Imbersago, dann entlang des südöstlichen Arms des Comer Sees über Lecco, Mandello del Lario, Lierna, Bellano, Piona, Piantedo, Samolaco, Chiavenna, Madesimo nach San Bernardino.

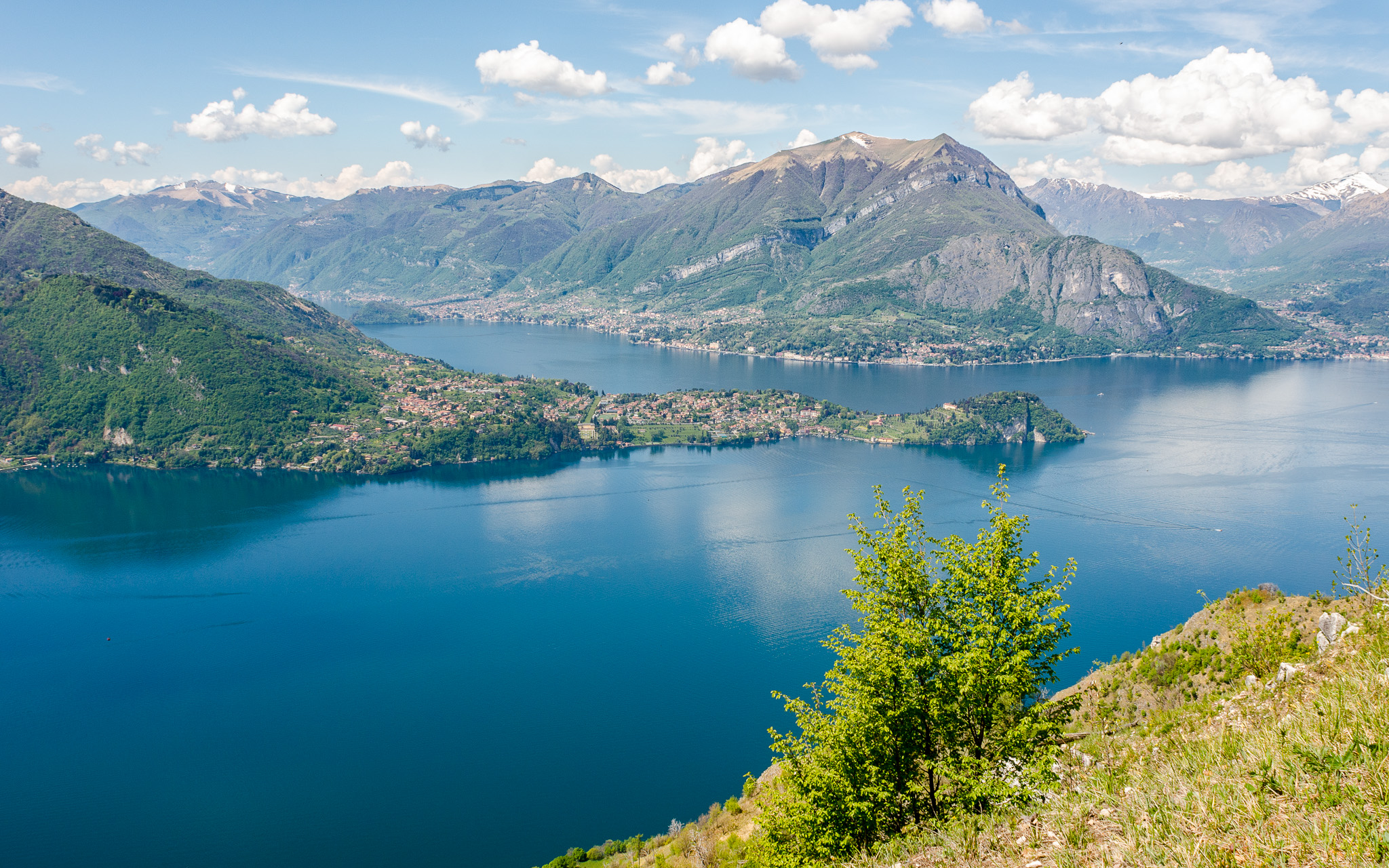
Ausblick auf die von Leonardo da Vinci untersuchte Landspitze bei Bellagio bei Lierna
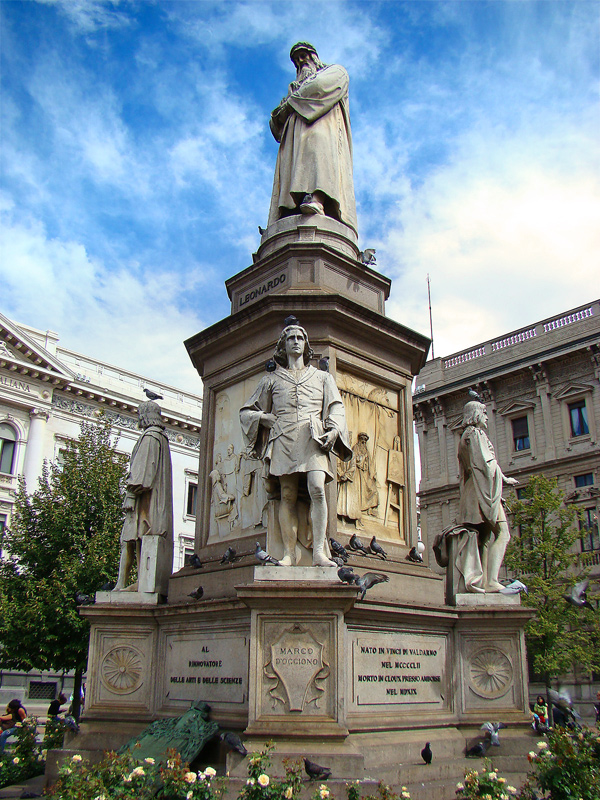
Leonardo-Denkmal auf der Piazza della Scala in Mailand
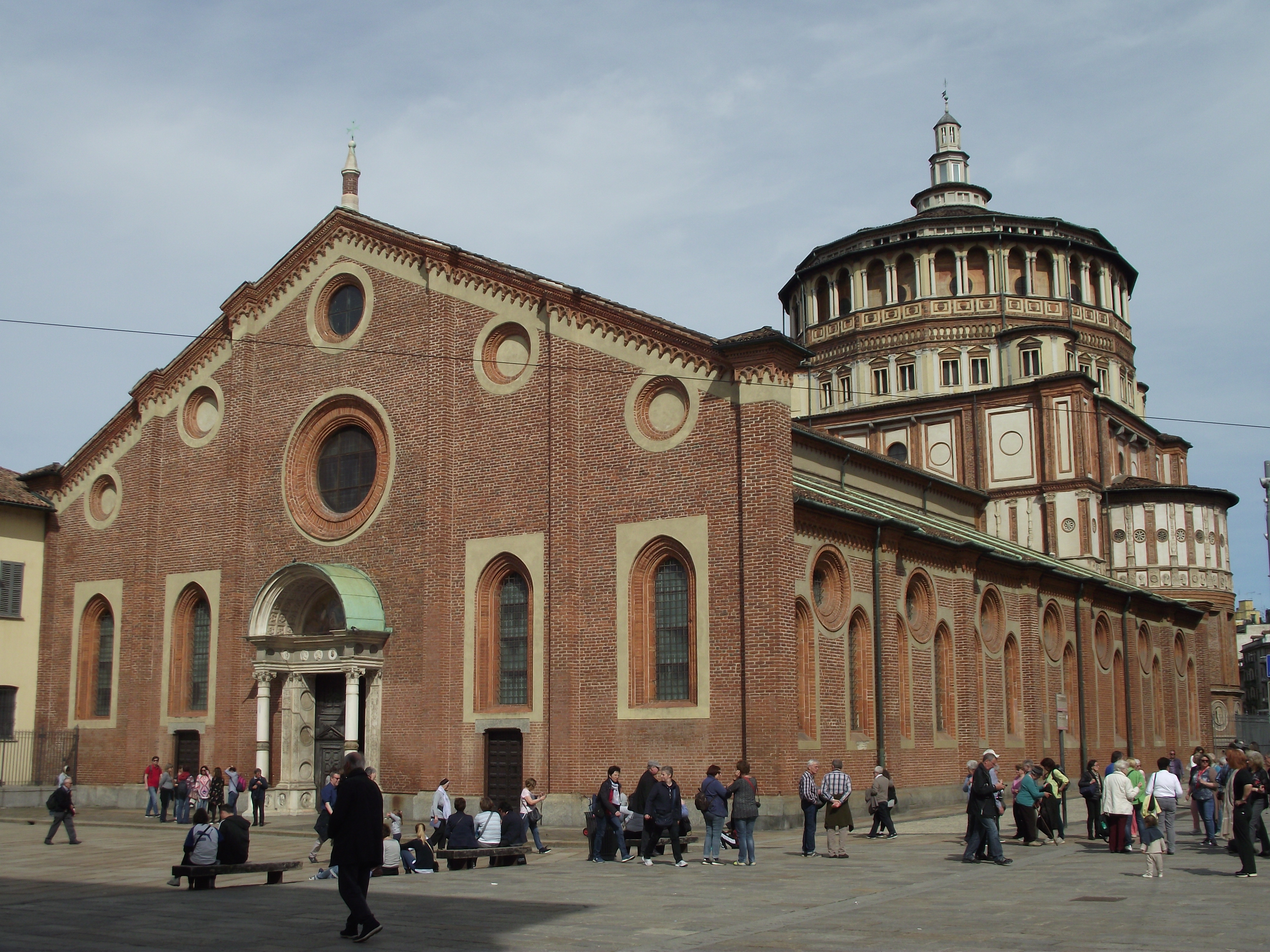
Santa Maria delle Grazie in Mailand
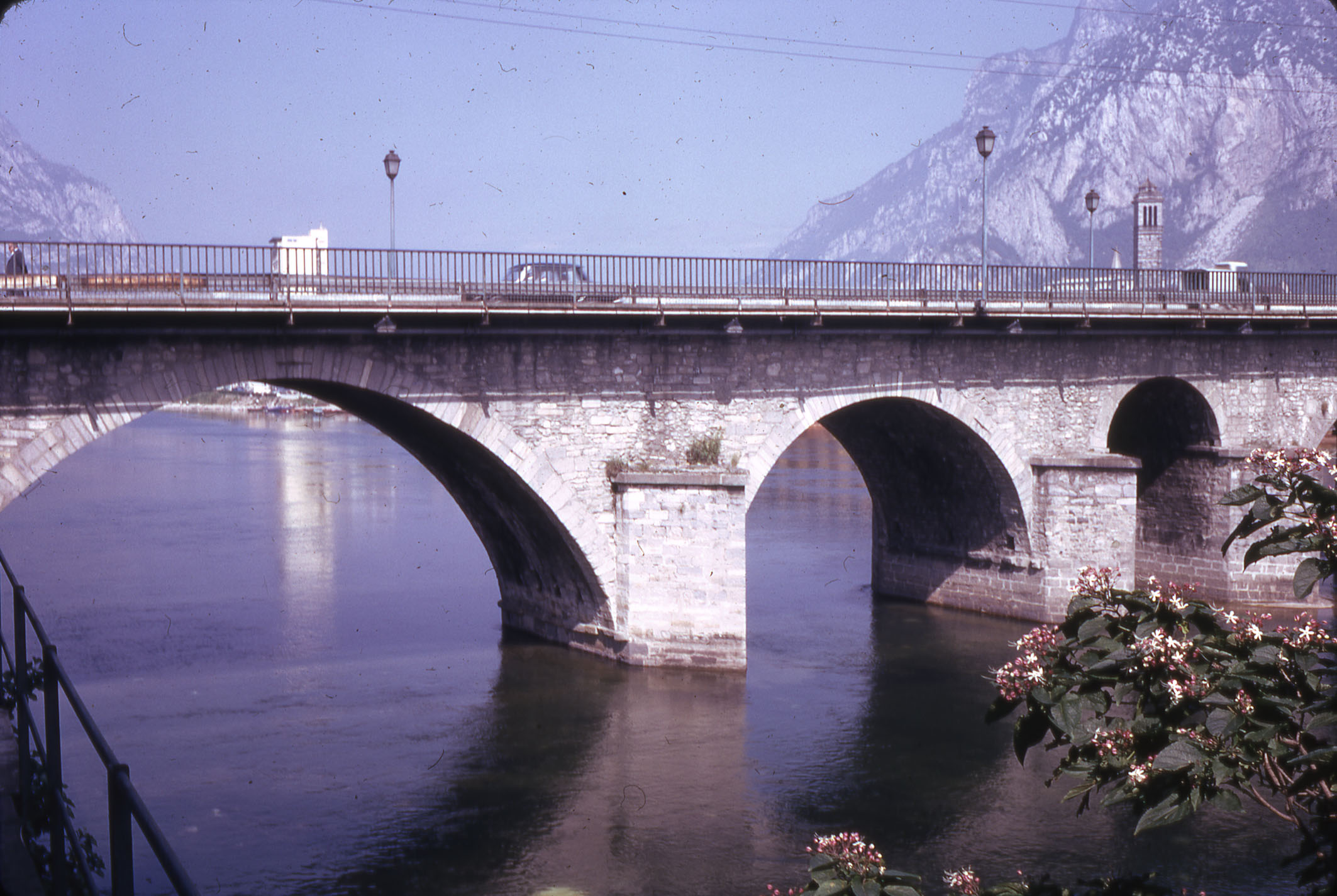
Der Ponte Azzone Visconti in Lecco, auf dem Gemälde der Mona Lisa erkennbar
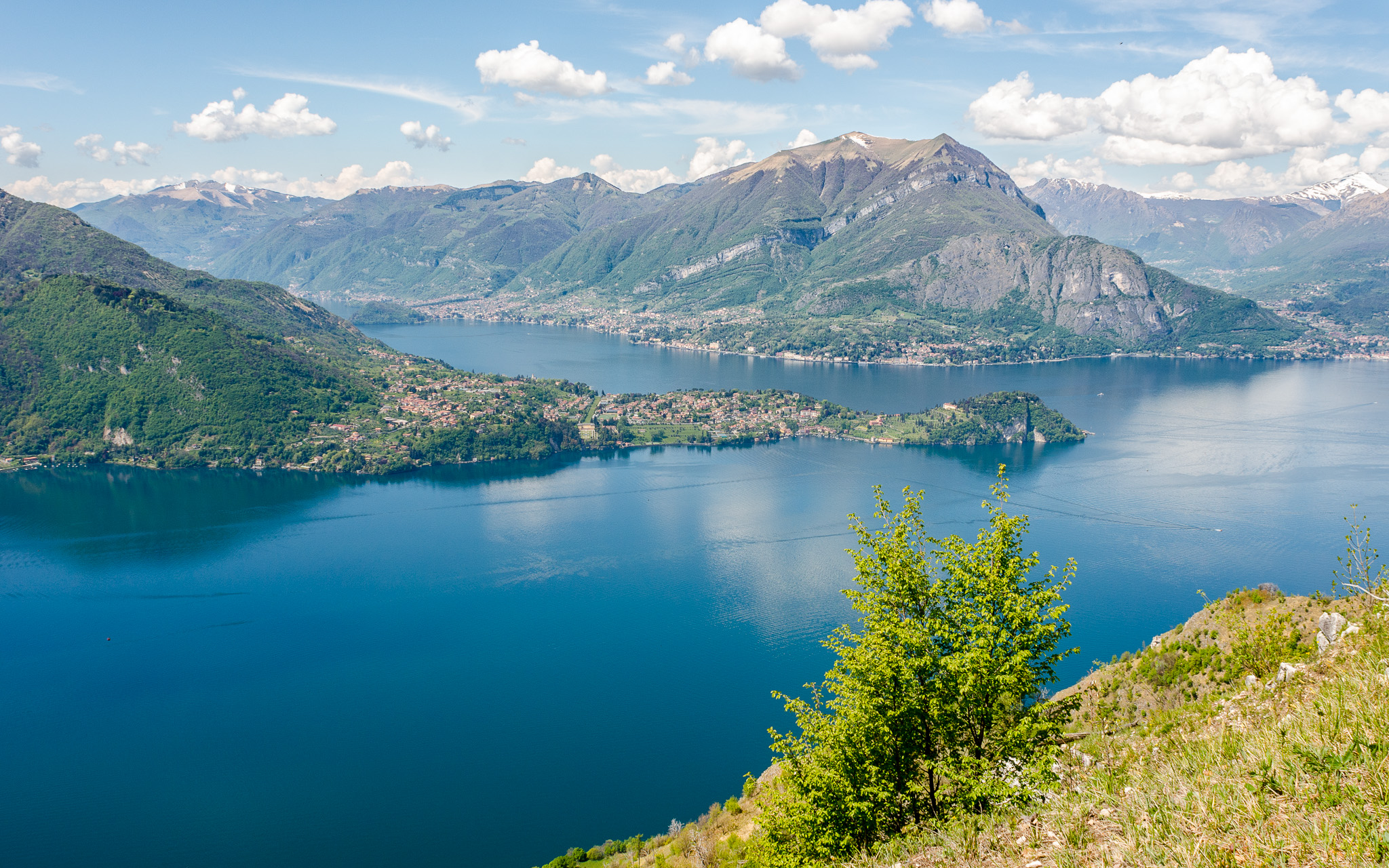
Flacher Abschnitt am Comer See
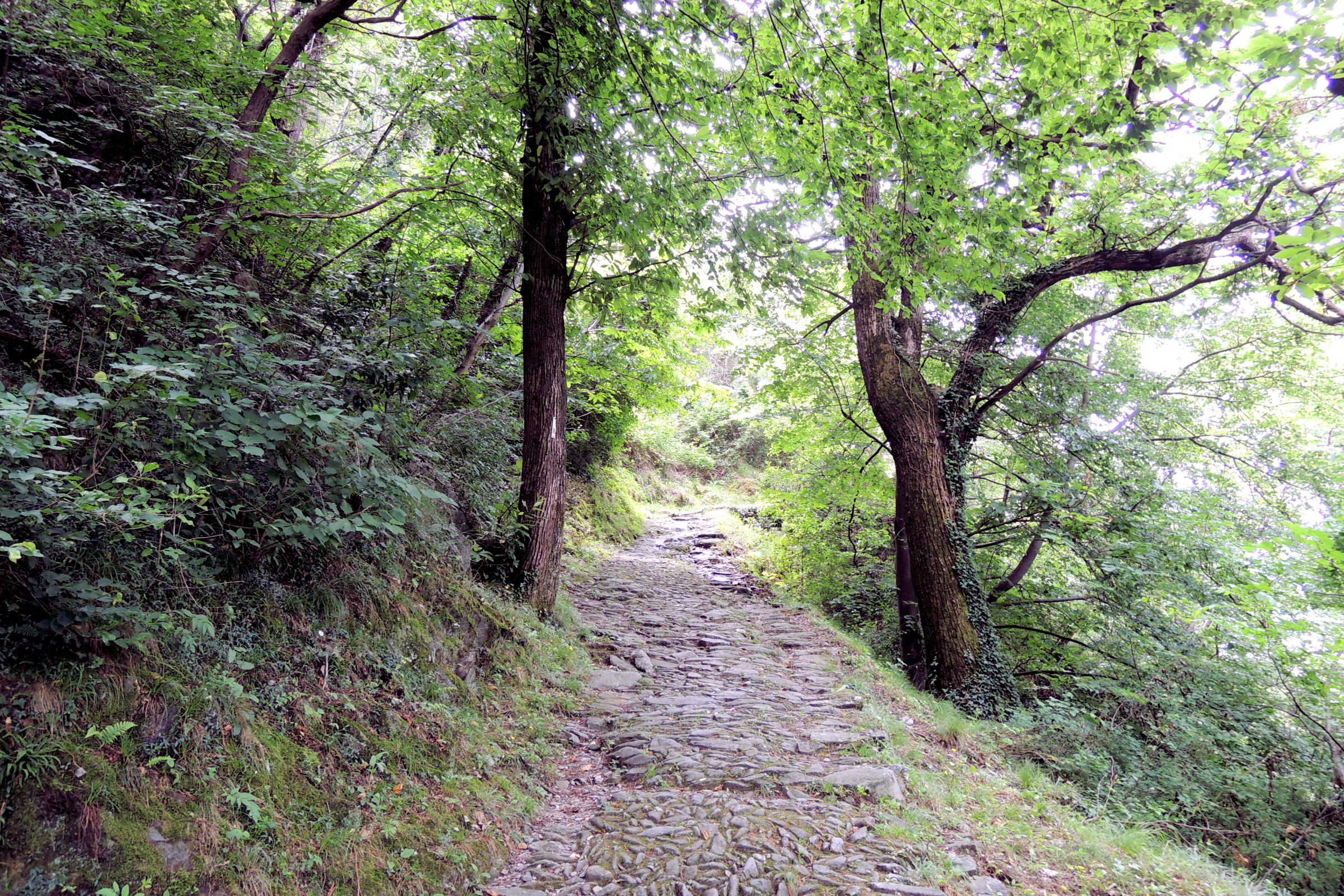
Saumpfad am Comer See
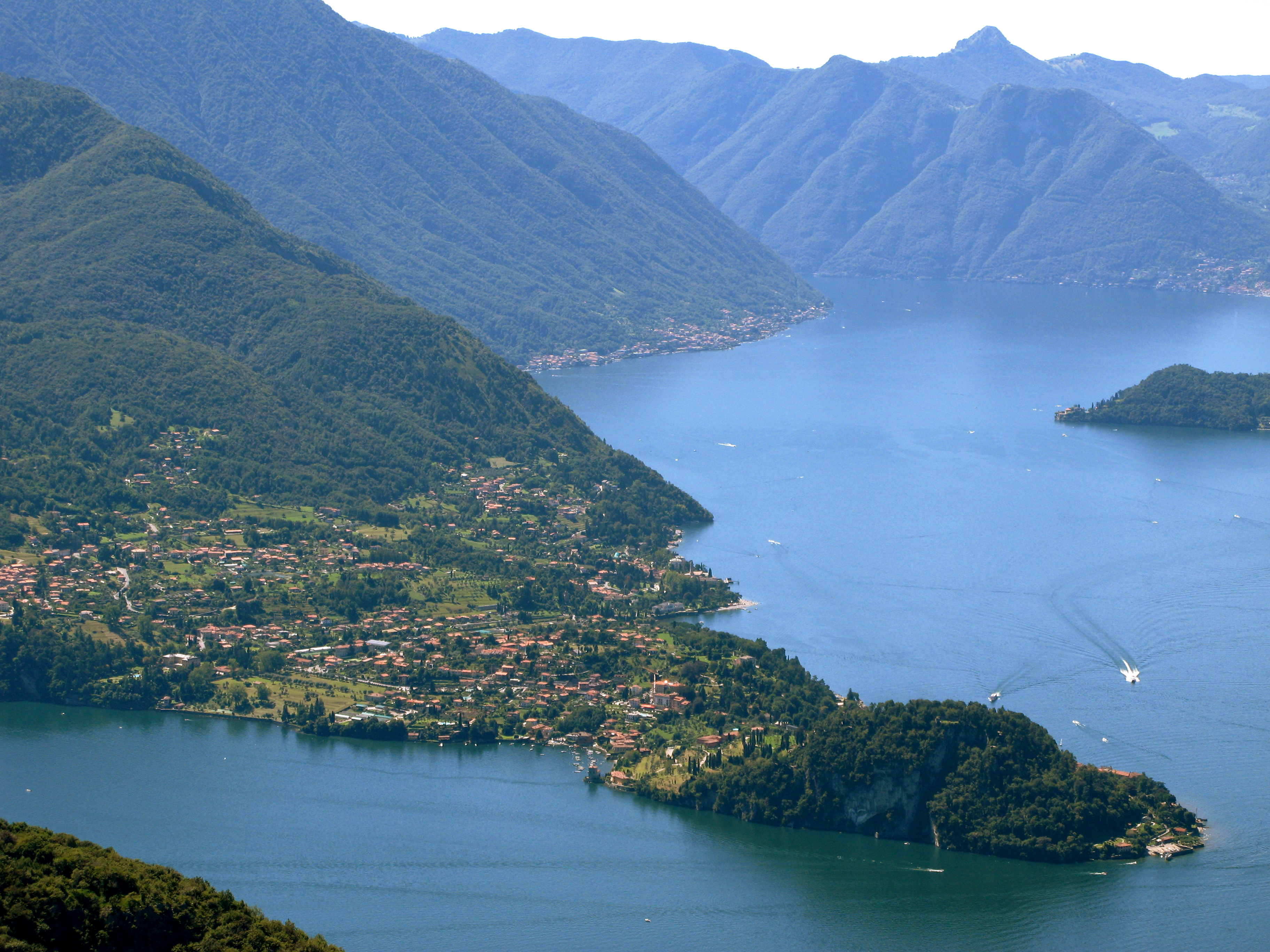
Die Bellagio-Landspitze, deren Konturen von oben gesehen der Silhouette der Mona Lisa entsprechen
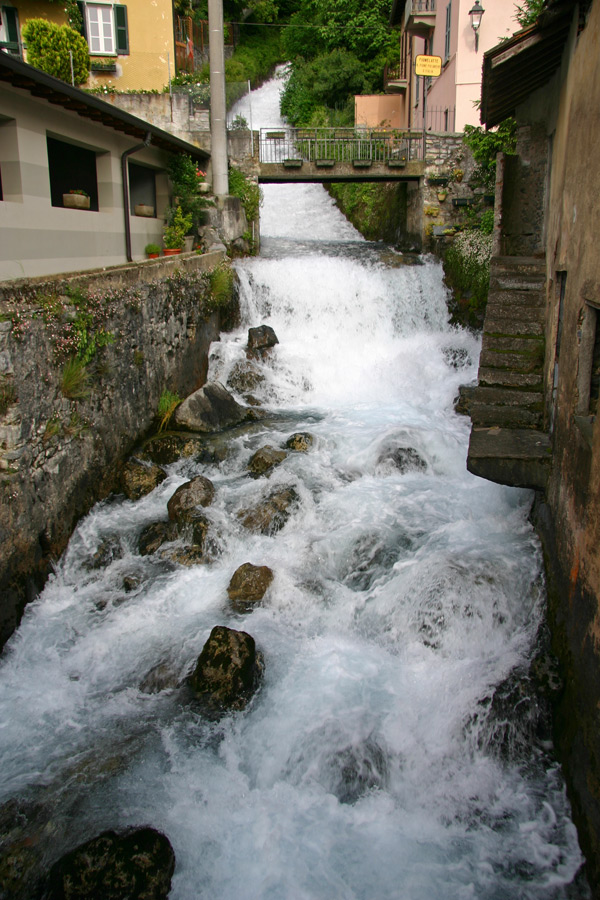
Der Wildbach Fiumelatte, von Leonardo da Vinci im Codex Atlanticus untersucht hat